# Raoul Follereau
Léon Gabriel Émile Raoul Follereau (Nevers, 17 augustus 1903 – Parijs, 6 december 1977) was een Franse schrijver en journalist. Follereau was initiatiefnemer van de Werelddag tegen lepra en oprichter van de Stichting Raoul Follereau, die de strijd tegen lepra en armoede bevordert en zich inzet voor toegang tot onderwijs.

## Biografie
Raoul Follereau werd geboren op 17 augustus 1903 in Nevers. Hij was het tweede kind in een gezin van drie: zijn broer Georges was drie jaar ouder en zijn zus Suzanne was zes jaar jonger. Zijn vader Émile Follereau had een metaalconstructiebedrijf waar ook zijn moeder werkte.
In 1917 krijgt Follereau te horen dat zijn vader is omgekomen bij gevechten in de regio Champagne tijdens de Eerste Wereldoorlog. Om zijn gezin te onderhouden, werkt hij overdag in de familiefabriek en 's avonds studeert hij bij een priester om zich voor te bereiden om zijn baccalaureaat. Hij slaagde voor het eerste deel van zijn laureaat in 1919. In oktober van hetzelfde jaar keerde hij terug naar school bij de Broeders van de Christelijke Scholen.
Follereau leerde zijn geliefde Madeleine Boudou kennen in 1917 toen ze samen bosbessen verkochten ten behoeve van de oorlogsgewonden.
In 1918, op vijftienjarige leeftijd, hield Follereau in bioscoop 'Majestic' in Nevers een toespraak tijdens een ceremonie ter nagedachtenis aan de oorlogsslachtoffers. Hij verwoordt er het volgende motto: "Leven is anderen helpen te leven... gelukkig zijn is mensen gelukkig maken". Follereau publiceerde in 1920, op zeventienjarige leeftijd, zijn eerste werk, Le Livre d'amore. Na de oorlog behaalde hij op twintigjarige leeftijd twee graduaten, in de filosofie en in de rechten aan de Sorbonne.
Follereau vertrekt in 1924 naar Bonn in Duitsland om zijn militaire dienstplicht te voltooien. Op 22 juni 1925 komt hij terug naar huis en trouwt hij met zijn jeugdliefde Madeleine Boudou in Nevers. Follereau begint een carrière als advocaat, die hij snel ook weer verlaat voor een carrière in de journalistiek. Hij wordt vervolgens redactiesecretaris van het blad L'Intransigeant (Nederlands: Het Compromisloze).

### Oprichting van de Liga van de Latijnse Unie
Raoul Follereau richtte in 1927 de Liga van de Latijnse Unie (niet te verwarren met de Latijnse Unie) op, samen met Michael Rameaud en François Ducaud-Bourget. Volgens schrijver Jean-François Six is het " bedoeld om de christelijke beschaving te verdedigen tegen alle heidendom en alle barbaarsheid" en met het doel "de Latijnse elites te verenigen en te  verenigen ter verdediging en glorie van hun beschaving" Al in 1920, toen hij zijn eerste werk had gepubliceerd, had hij de Jeune Académie opgericht, bedoeld om jonge schrijvers of dichters van zijn leeftijd bekend te maken door ze te publiceren in Les Éditions de la Jeune Académie of door ze te helpen om elders gepubliceerd te worden. Dit is hij blijven voortzetten via de Liga en in vijf jaar tijd had hij meer dan 150 stukken van meer dan 100 auteurs gepubliceerd via hun maandelijkse tijdschrift. Via de Liga voorzag Raoul Follereau ook meerdere culturele activiteiten zoals conferenties, concerten en presentaties, die hem in staat stelden een doctrine te smeden over zijn ideeën over de maatschappij, die hij tijdens een conferentie aan de Sorbonne in 1930 tentoonstelde. Hij maakt zich sterk voor klassieke studies en zijn Liga van de Latijnse Unie omdat ze volgens hem de beste opleiding zijn die een mens kan genieten. Zo verklaart hij onder meer dat "een Latijnse beschaving de erfgenaam en opvolger is van de oude beschavingen".
In 1930 stak hij samen met zijn vrouw de Andes over in een Frans Aéropostale vliegtuig, bestuurd door Jean Mermoz, om in Zuid-Amerika de Franse cultuur te gaan promoten. Hij kreeg hiervoor de goedkeuring van de minister van Openbaar Onderwijs om te investeren in cultuur en bibliotheken in de regio. Hij creëerde aldaar ook het tijdschrift L'Œuvre du livre français en zamelde geld in om Franse boeken naar deze landen te kunnen sturen. In november 1931, na de oprichting van tweeëndertig gratis openbare bibliotheken met meer dan 25.000 boeken verklaart hij dat de regio "Frankrijk waardig en zorgvuldig heeft geselecteerd op basis van hun waarde en hun moraal".
In Parijs neemt hij in februari 1936 deel aan de eerste bijeenkomst van het documentatie- en propagandacentrum, met andere anti-vrijmetselaars en antisemitische activisten. In hetzelfde jaar prijst hij ook openbaar de acties en persoonlijkheid van Benito Mussolini. In Algerije zijn deze conferenties kansen voor extreemrechts om samen te komen, dat zich wil verenigen op de dag na de overwinning van het Volksfront bij de parlementsverkiezingen van 1936. De Franse krant Le Figaro vermeldt in september dat Raoul Follereau door koning Umberto II van Italië werd ontvangen in het hoofdkamp van het Italiaanse leger.

### Stichting Charles de Foucauld
In 1937 ontdekt Follereau het leven van Charles de Foucauld, een in 1916 in Algerije gestorven Franse soldaat en spirituele ontdekkingsreiziger. Hij richtte de Fondations Charles de Foucauld op en zamelde geld in om "de Franse Kerk in de Sahara te herbouwen". De stichting werd gezegend door kardinaal Pacelli (later Paus Pius XII) tijdens zijn bezoek aan de Basiliek van Sainte-Thérèse. In oktober 1937 opent Follereau de een kerk in El Menia in Algerije.
Follereau geeft lezingen over Charles de Foucauld aan het begin van de jaren 40 aan de École des cadres d'Uriage waar verscheidene studenten met koloniale achtergronden studeren. In 1945 steunde de stichting pater Albert Peyriguère die in El Kbab in Marokko vocht tegen ondervoeding door hem 222.000 Franse frank en voedselmeel te sturen.

### De strijd tegen lepra
Volgens de Stichting Raoul Follereau waren de oprichting van de Stichting Charles de Foucauld en de bewustwording van de problemen van lepra met elkaar verbonden. Het zou in 1936 zijn geweest, in de voetsporen van Charles de Foucauld, dat Follereau in Zuid-Amerika voor het eerst melaatsen zou hebben ontmoet. Follereau zelf situeerde deze eerste ontmoeting echter altijd tussen 1925 en 1928. Na deze ontmoeting wijdt hij zich toe aan de zaak van de melaatsen, mede geholpen door zijn leiding over de invloed van de Franse cultuur in Latijns-Amerika.
De echte strijd tegen melaatsheid begint in april 1943 met zijn eerste lezing over dit onderwerp. Lepra is op dat moment nog een mysterieuze ziekte die het grootste deel van de wereldbevolking beangstigt door de langzame verminking van de slachtoffers. Velen zagen het ook als een teken van een vloek. Er was nog ook nog geen medische behandeling voor lepra, de slachtoffers werden uitgesloten of verbannen. Follereau zocht zijn toevlucht in Lyon bij de nonnen van Notre-Dame des Apôtres toen hij hoorde dat de moeder-overste een project had opgezet om een dorp voor melaatsen te bouwen in Adzopé in Ivoorkust. Follereau ontfermt zich over de inzameling van de fondsen die nodig zijn voor de bouw van het dorp. Gedurende de volgende tien jaar reisde hij, vergezeld van twee zusters van stad naar stad in Frankrijk, België, Zwitserland, Libanon, Algerije, Tunesië, Marokko en Canada en gaf in totaal ongeveer 1.200 conferenties. Vervolgens start Follereau nog twee jaarlijkse acties: ten eerste vraag hij met kerst de kinderen om extra schoenen te doneren voor arme kinderen. In 1946 zamelde hij 12.000 pakketten in, in 1950 zijn dat er al 80.000. Ten tweede vraagt hij een schenking voor de armen op Goede Vrijdag van één uur van iemands salaris. In 1944 vroeg hij ook aan Franklin Delano Roosevelt om een dag van oorlog voor de vrede.
In 1952 komt er voor het eerst een medicijn dat lepra geneest, op basis van sulfon. Follereau schakelt meteen alle bestaande initiatieven een versnelling hoger en wordt geroemd voor de internationale impact die hij heeft op de mobilisatie van het geneesmiddel. In 1953 stelt Abbé Pierre voor om een werelddag van gebed voor melaatsen te creëren. Follereau eigent zich het idee toe en lanceert het als Werelddag voor melaatsen. Het wordt voor het eerst gevierd op de laatste zondag van januari 1954. De dag had twee doelen: ten eerste ervoor zorgen dat leprapatiënten worden verzorgd en behandeld zoals alle andere patiënten, met respect voor hun vrijheid en hun menselijke waardigheid en ten tweede om de angst die rond de ziekte en de personen die erdoor getroffen zijn af te bouwen. Tegenwoordig is deze dag ook een gelegenheid voor verenigingen om initiatieven op te zetten om donaties te krijgen.

## Overlijden
Raoul Follereau stief op 6 december 1977 in het 16e arrondissement van Parijs. Tijdens zijn begrafenis vertegenwoordigden veel ambassadeurs, voornamelijk uit Afrika, hun regering. Hij werd begraven op de begraafplaats van Auteuil, eveneens in het 16e arrondissement.
Naast de naam die zijn stichting draagt, wordt de herinnering aan Follereau ook bewaard door verscheidene namen van ziekenhuisinstellingen zoals het Instituut Raoul-Follerau in Ivoorkust, het centrum Raoul Follereau in Nouméa, het Raoul en Madeleine Follereau-centrum in Benin, verschillende namen van sporen en straten in Frankrijk en de Raoul Follereau-hogescholen in Nevers en Belfort.

## Galerij

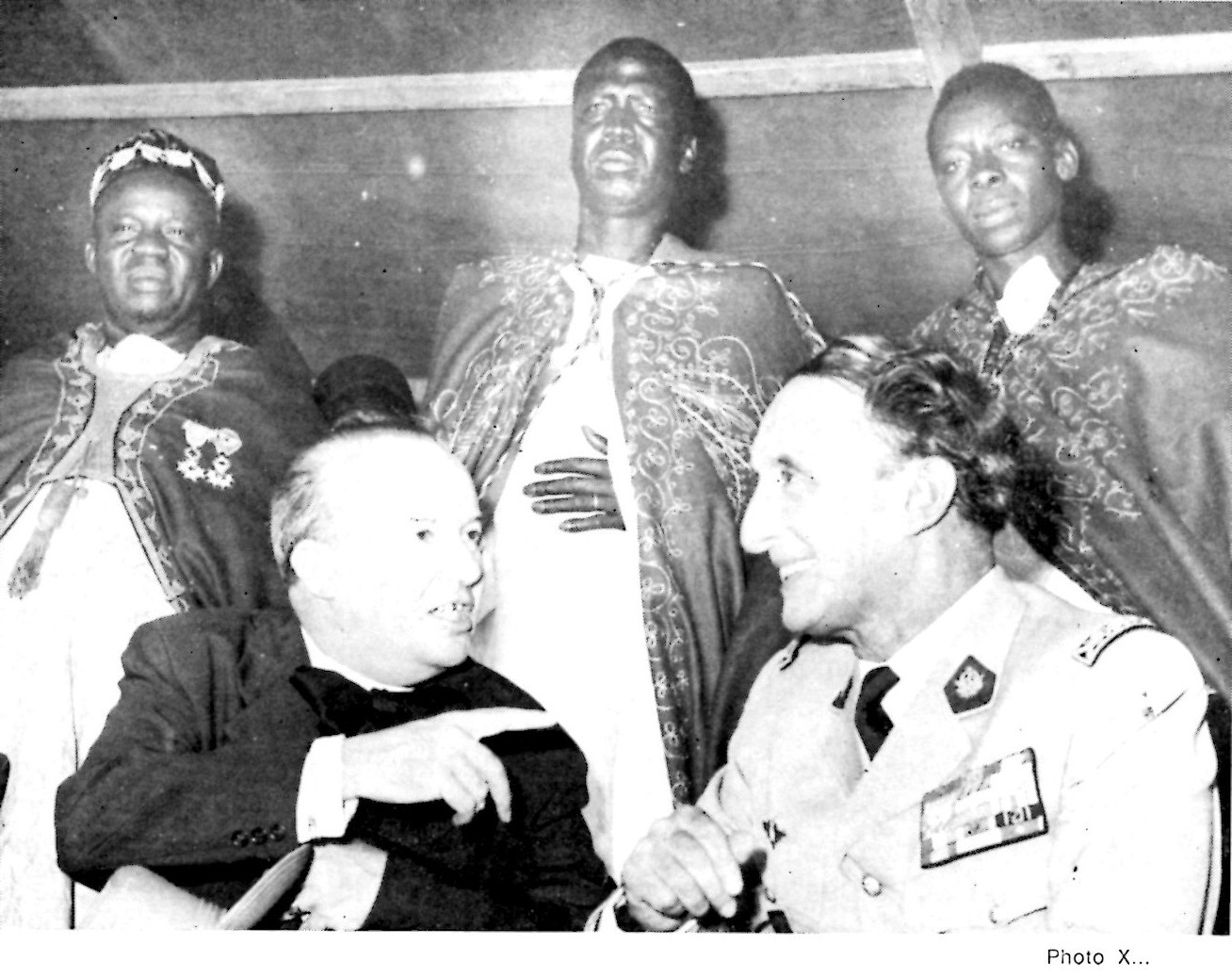
Follereau met Dr. Pierre Richet.
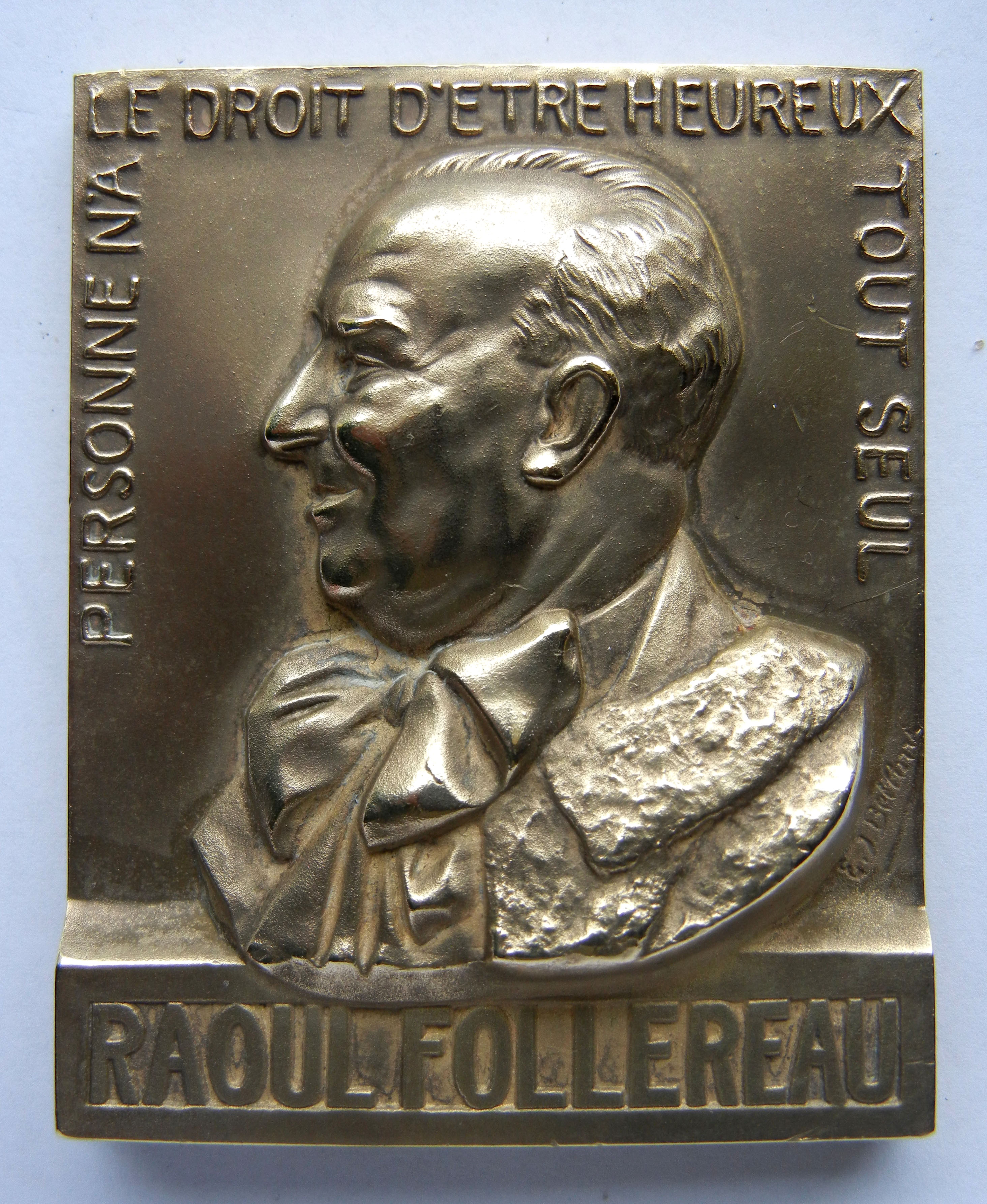
Medaille ter ere van de 70e verjaardag van Follereau door E.J. Belloni.
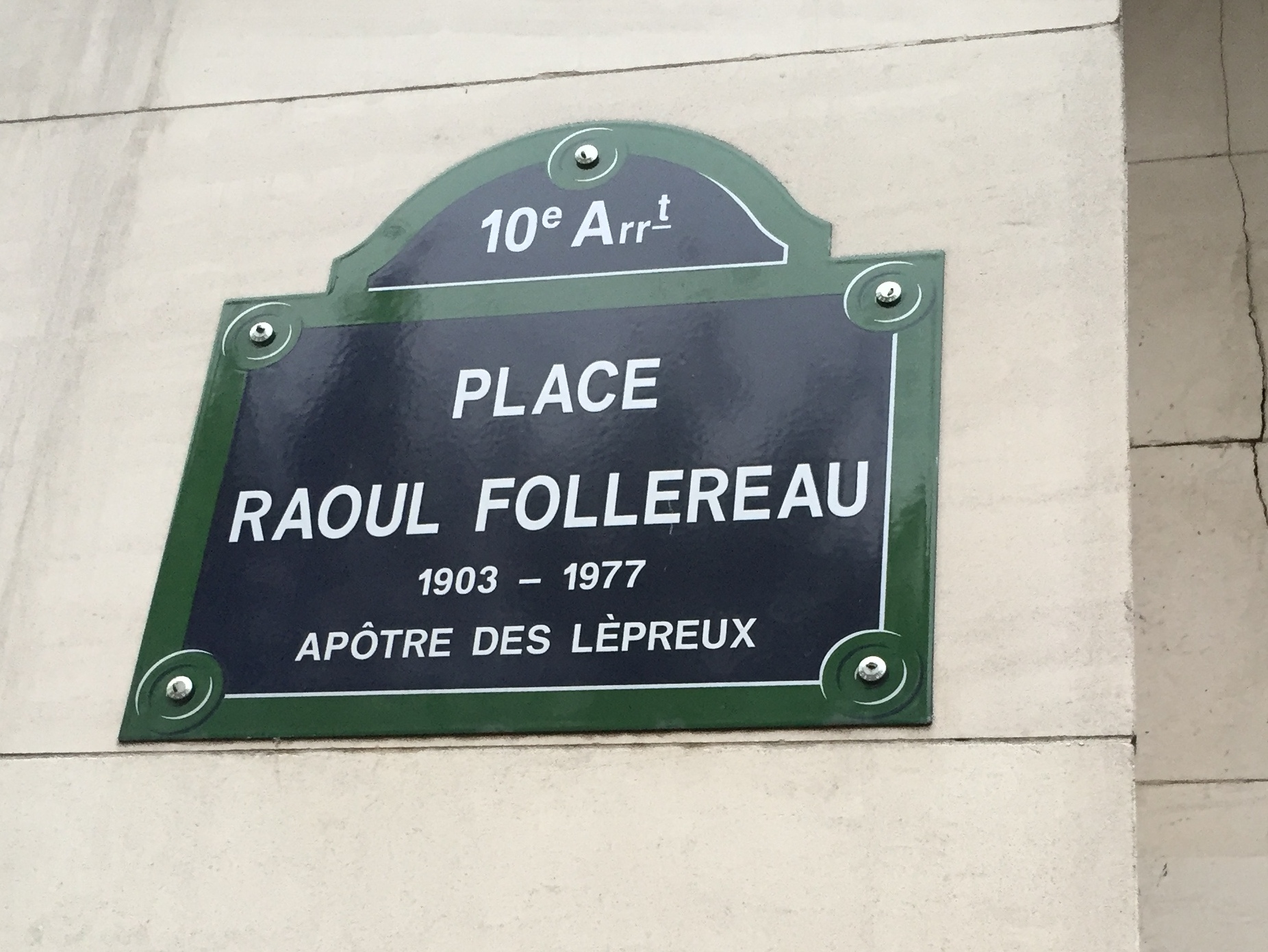
Place Raoul Follereau in Parijs, plein vernoemd naar de apostel van de melaatsen.
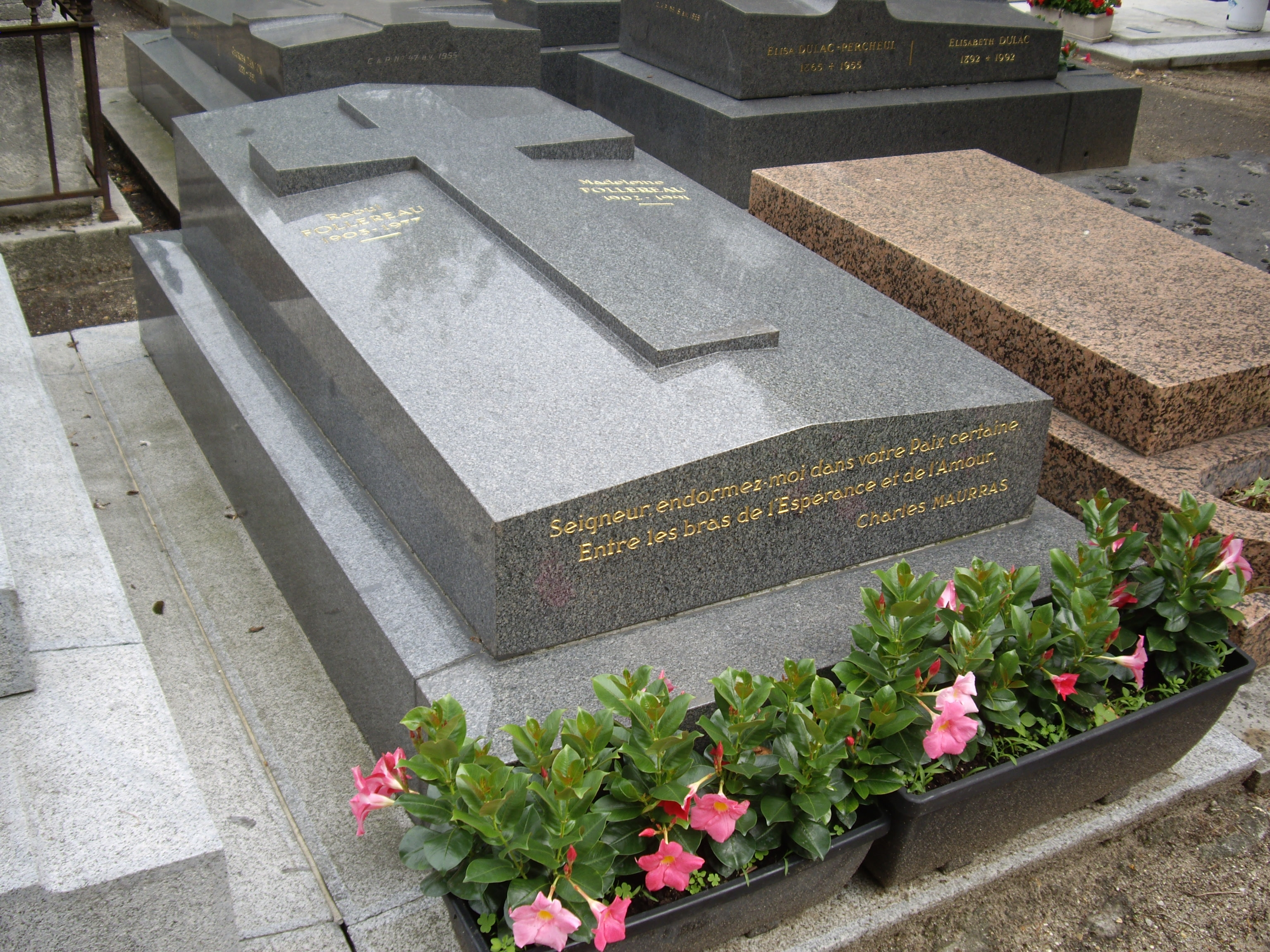
Graf van Follereau op de Auteuil begraafplaats in Parijs.